# Centre d'accueil et de recherche des Archives nationales
Le Centre d'accueil et de recherche des Archives nationales (CARAN), construit par l'architecte Stanislas Fiszer de 1986 à 1988 dans le Marais, est avec l'hôtel de Soubise et l'hôtel de Rohan, un des bâtiments des Archives nationales. C'est un bâtiment d'architecture contemporaine où se trouve aujourd'hui la salle de consultation du site de Paris des Archives nationales, ainsi que le Centre d'onomastique français, installé au premier étage, salle Jean Favier. Il est situé au 11, rue des Quatre-Fils, dans le 3e arrondissement de Paris.

## La conception
Le site parisien des Archives nationales disposait, jusqu'à l'ouverture du CARAN, de plusieurs salles de lecture réparties sur le site, qui avaient été mises en service au fur et à mesure de l'accroissement du lectorat. Cette situation était peu satisfaisante et certaines salles ne présentaient pas les garanties de confort et de sécurité requises. Dès sa nomination comme directeur général des Archives de France en 1975, Jean Favier décida de créer un espace unique pour la consultation des documents, à l'exception des cartes et plans.
Dès 1976, Claude Aureau (architecte des Archives nationales entre 1978 et 1986) élabora un projet pour la construction de ce nouveau bâtiment. Il consistait à prolonger la façade de l'hôtel dit de Boisgelin en ouvrant les services du public sur les jardins de Rohan. Mais il fallut attendre six ans avant que ce projet soit mis en œuvre.
En 1982, Jack Lang alors ministre de la Culture accepta le projet de création du Centre d'accueil et de recherche des Archives nationales (CARAN), appellation définitive trouvée par Jean Favier.
L'implantation de ce bâtiment imposait à son auteur un certain nombre de contraintes. Les Archives nationales s'élèvent en effet dans le secteur sauvegardé du Marais. Il fallait donc construire sur la rue des Quatre-Fils, une façade susceptible de s'intégrer entre l'hôtel dit de Boisgelin et l'alignement des Grands dépôts Napoléon III. L'architecte devait en outre prévoir l'accès des visiteurs vers le jardin de Rohan tout en respectant la sécurité des Archives.
L'ouverture au public était donc au cœur du programme.
Le concours d'architecture fut ouvert en 1983. Claude Aureau, écarté de la compétition, présida le jury qui retint en mai 1983, trois candidats : Stanislas Fiszer, Daniel Kahane et Fernand Pouillon.
À l'issue de la phase au cours de laquelle on demanda aux candidats d'affiner leur projet, Stanislas Fiszer fut choisi. Le CARAN était sa première incursion dans le domaine des bâtiments d'archives.
Pour ce projet, Fiszer est assisté de Grażyna Janiak, Jean-Yves Lemesle et Christian Schwinn,.

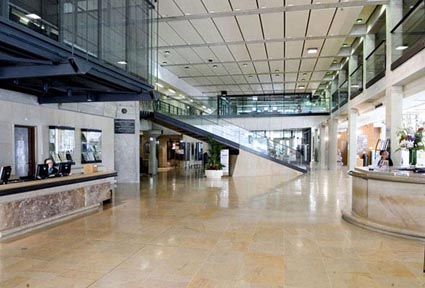
Hall d’accueil du CARAN.

## La construction
La conduite du chantier fut complexe. En effet, non seulement il fallut démolir de vieux édifices, mais aussi construire un réseau de galeries souterraines qui relieraient le CARAN aux magasins d'archives. Au niveau du premier sous-sol, un réseau de galeries souterraines relia ainsi l'ensemble des dépôts. 
Une fois les démolitions achevées, la construction du nouveau bâtiment fut lancée en mars 1986.
L'aménagement du nouvel édifice prit ensuite deux ans.
Le CARAN se compose d'un bâtiment principal, le « grand CARAN », proche des Grands dépôts, comprenant les équipements collectifs ; et d'un bâtiment annexe le « petit CARAN », relié au principal au niveau du premier étage et réservé aux services spécialisés. 
À l'extérieur, Stanislas Fiszer harmonisa le CARAN avec la couleur de la pierre des bâtiments voisins. En avant de la façade sur le jardin, pour témoigner de l'histoire du site, une ancienne porte monumentale du hangar des machines de l'Imprimerie nationale fut installée.
À l'intérieur, le CARAN comporte deux niveaux principaux de sept mètres de hauteur, recoupés de manière asymétrique par des mezzanines et formant ainsi quatre niveaux et deux sous-sols.
Le hall d'accueil, est éclairé par les larges baies donnant sur le jardin de Rohan.
Dans la conception d'origine, une salle des inventaires, située au niveau de la mezzanine, permettait de mettre à la disposition des chercheurs les instruments de recherche des Archives nationales, des services publics d'archives français, voire de services d'archives étrangers.
La salle de lecture située au premier étage offrait plus de 300 places pour la consultation des documents d'archives. Toute la circulation des documents s’effectue ainsi de manière rationnelle entre les dépôts et la salle de lecture dans les meilleures conditions de sécurité.
Au troisième étage, la salle des microfilms offrait l'accès à 120 appareils de lecture.
Le petit CARAN abritait la salle de consultation des sceaux, le Centre d'onomastique et l'unité de recherche du CNRS consacrée à la topographie parisienne.
Après deux ans de travaux, le CARAN fut inauguré le 23 mars 1988 par François Léotard, alors ministre de la culture. Ses services ont été ouverts au public le 6 juin. Le 7 novembre 2007, il a accueilli son 100000e lecteur,.
Dix ans après son ouverture, le CARAN fit l'objet de nouveaux travaux de réaménagement des espaces d'accueil et de communication de 2001 à 2005.
Ces travaux visaient à développer la surface de stockage des documents en instance de communication, à élargir le guichet de délivrance des documents et à moderniser les infrastructures de la salle de lecture.
Enfin, depuis 2013, et compte tenu du transfert d'une partie des documents du site parisien des Archives nationales vers le nouveau site de Pierrefitte-sur-Seine, la consultation des inventaires s'effectue au second étage, dans le même espace que la consultation des documents originaux.
Les trois centres de sigillographie, onomastique et topographie parisienne, accueillent quant à eux leurs chercheurs au premier étage.

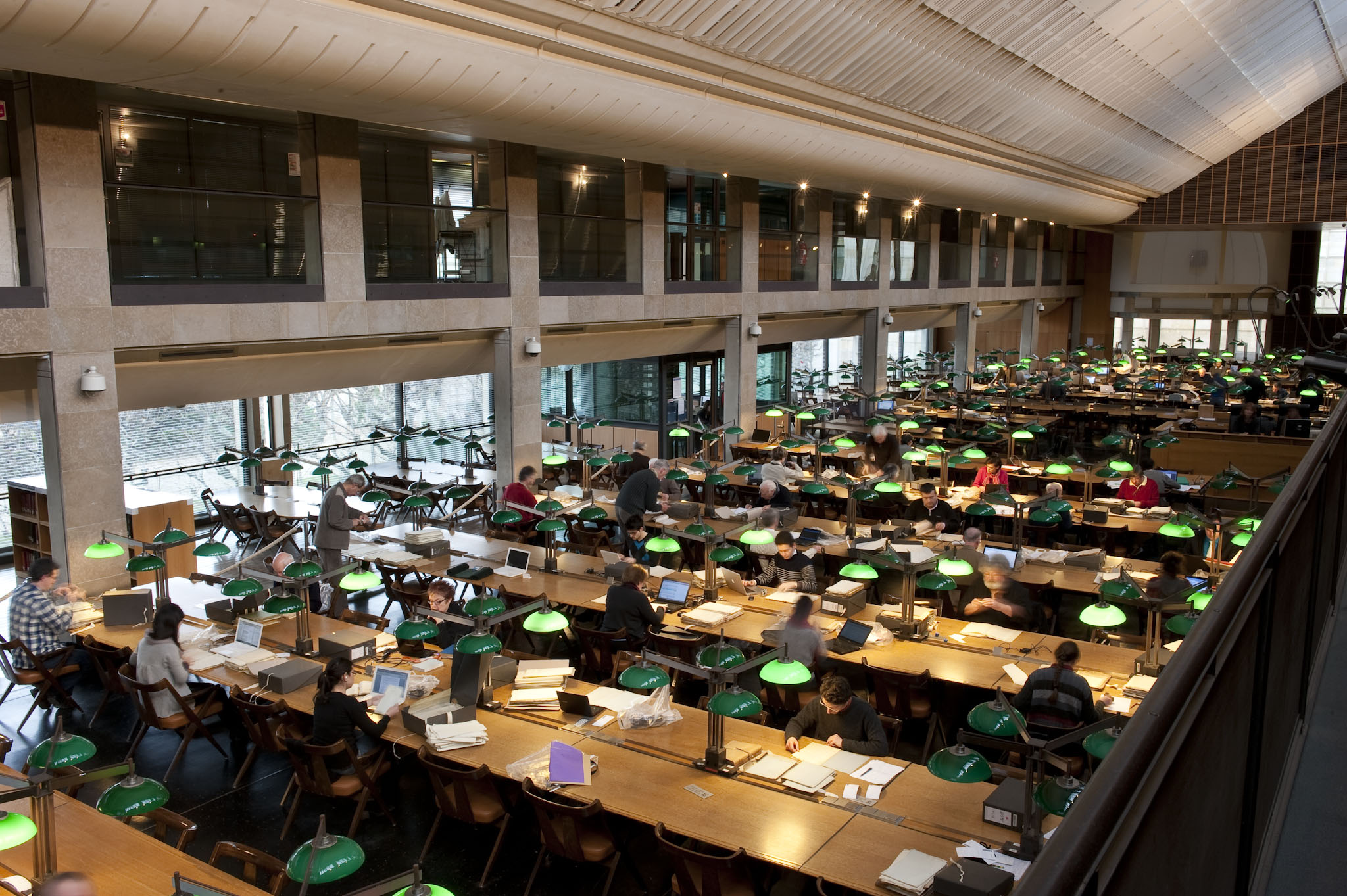
Salle de lecture du Caran.

## La création contemporaine
1 % du coût des travaux fut consacrée à la commande d’œuvres d’art spécialement conçues pour être intégrées au bâtiment. 
Ivan Theimer a conçu le relief en bronze des Quatre Fils, encastré dans la façade, dans l’axe de la rue Charlot. 
Adalberto Mecarelli, sculpteur et spécialiste des jeux de lumière, a créé une pyramide très élancée, placée sous la rotonde d’entrée de telle sorte que les ombres portées prolongent dans l’espace la signification du volume. 
Pierre Gaucher, ferronnier d’art, a travaillé sur les quatre grilles donnant sur la rue et sur le jardin de Rohan. De fabrication industrielle, elles ont été modifiées par des assemblages de barreaux et de nœuds en fer plat. 
Maxime Old a conçu le prototype des sièges en bois massif de la salle de lecture. 

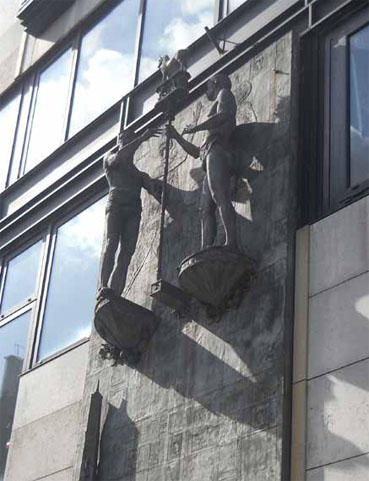
Relief en bronze encastré dans la façade du CARAN. Œuvre de Ivan Theimer représentant deux fois deux personnages surmontés du cheval Bayard.
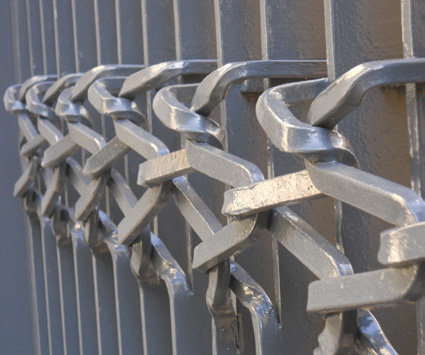
Les grilles du CARAN de fabrication industrielle ont été modifiées par des assemblages de barreaux et de nœuds en fer plat. Œuvre de Pierre Gaucher, ferronnier d’art (maître d'art 1996).
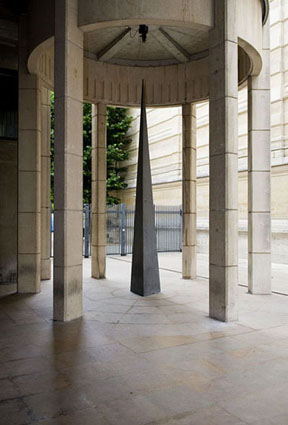
Adalberto Mecarelli sculpteur, spécialiste des jeux de lumière a créé une pyramide très élancée, placée sous la rotonde d’entrée de telle sorte que les ombres portées prolongent dans l’espace la signification du volume.

## Accès
Ce site est desservi par les stations de métro Hôtel de Ville,  Filles du Calvaire et Rambuteau.
- Bus 29, dans le sens Porte Montempoivre : arrêt Archives Rambuteau. Dans le sens Saint-Lazare : arrêt Archives Haudriettes.
- Bus 75, uniquement direction Porte de Pantin : arrêt Archives Rambuteau et Archives Haudriettes.